# Lòng chảo Minusinsk
Lòng chảo Minusinsk hoặc lòng chảo Khakass-Minusinsk (tiếng Nga: Минусинская (Хакасско-Минусинская) котловинa, Minusinskaya (Chakassko-Minusinskaya) kotlovina) nằm ở Khakassia và Krasnoyarsk Krai, Nga nằm giữa dãy núi Nam Siberia. Nó bị giới hạn về phía tây là dãy núi Kuznetsk Alatau, về phía đông là dãy núi Đông Sayan và về phía nam là dãy núi Tây Sayan. Xem Địa lý Nam Siberia Nam Trung Bộ. Độ cao thay đổi từ 200–700 m, tạo thành một đồng bằng với những ngọn đồi thưa thớt và được cắt bởi các thung lũng.